# David Larose

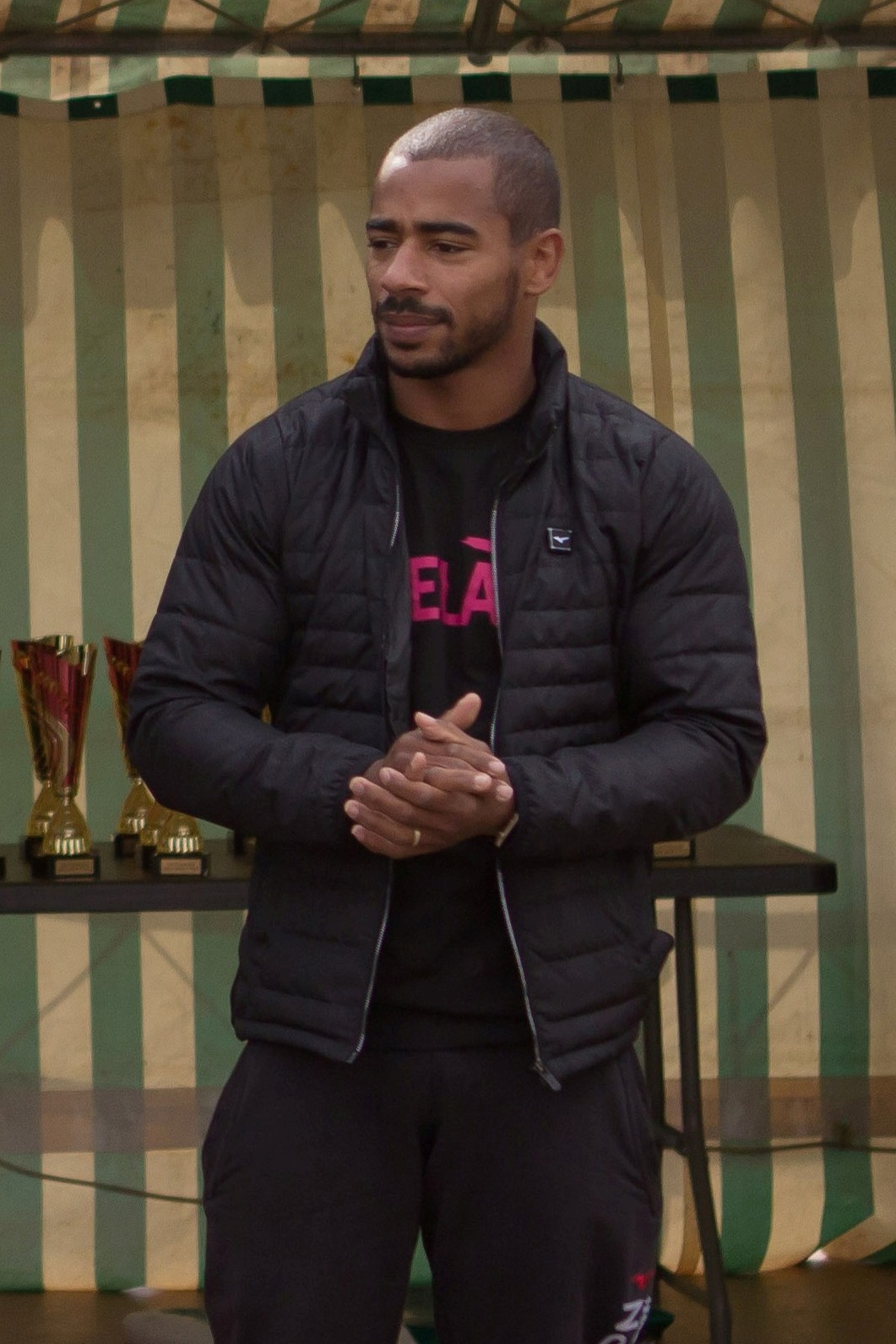
David Larose (2017)

David Larose (* 4. Juli 1985 in Bondy) ist ein ehemaliger französischer Judoka. Er war 2013 Europameisterschaftsdritter und 2014 Europameisterschaftszweiter.

## Sportliche Karriere
Der 1,67 m große David Larose kämpfte bis 2007 im Superleichtgewicht und wechselte dann ins Halbleichtgewicht. 2004 war er Fünfter der U20-Europameisterschaften und gewann den Titel bei den Juniorenweltmeisterschaften. 2005 belegte er den siebten Platz bei den Weltmeisterschaften in Kairo.
Nach dem Wechsel ins Halbleichtgewicht vergingen einige Jahre, bis Larose wieder Anschluss an die Weltklasse fand. 2009 erreichte er den dritten Platz beim Grand Slam in Rio de Janeiro, Anfang 2010 war er Dritter beim Grand Slam in Paris. Bei den Weltmeisterschaften 2010 schied er nach seiner Auftaktniederlage gegen den Polen Paweł Zagrodnik aus. 2011 wiederholte er seinen dritten Platz beim Grand Slam von Paris. Bei den Europameisterschaften 2011 verlor er seinen Auftaktkampf gegen Tərlan Kərimov aus Aserbaidschan. Erst bei den Weltmeisterschaften 2011 erreichte er wieder einen Platz unter den besten Acht, als er wie 2005 Siebter wurde.
Anfang 2012 siegte Larose im Grand-Slam-Finale von Paris gegen den Südkoreaner Cho Jun-ho. Bei den Europameisterschaften 2012 in Tscheljabinsk unterlag er im Halbfinale dem Polen Tomasz Kowalski und verlor anschließend den Kampf um Bronze gegen den Georgier Lascha Schawdatuaschwili. Bei den Olympischen Spielen 2012 in London gewann Larose seine ersten beiden Kämpfe und unterlag dann im Achtelfinale Lascha Schawdatuaschwili. 2013 siegte Larose im Grand-Slam-Finale von Paris gegen den Mongolen Dawaadordschiin Tömörchüleg. Bei den Europameisterschaften in Budapest verlor er im Halbfinale gegen den Russen Kamal Chan-Magomedow, im Kampf um Bronze bezwang Larose den Ungarn Bence Zámbori. Vier Monate später unterlag er bei den Weltmeisterschaften in seinem Auftaktkampf Paweł Zagrodnik.
2014 fanden die Europameisterschaften in Montpellier statt. Nachdem Larose im Halbfinale den Russen Michail Puljajew bezwungen hatte, kam es zu einem rein französischen Finale, das Loïc Korval gewann. 2015 trat Larose bei den im Rahmen der Europaspiele in Baku ausgetragenen Europameisterschaften an. Im Einzelwettbewerb unterlag er im Achtelfinale dem Ukrainer Heorhij Santaraja, in der Mannschaftswertung wurde er nur im Viertelfinale eingesetzt. Bei den Weltmeisterschaften 2015 schied Larose in der zweiten Runde gegen den Russen Michail Puljajew aus. 2017 beendete Larose seine internationale Karriere.